# Defunkt
 (novembre 2024).
Si vous disposez d'ouvrages ou d'articles de référence ou si vous connaissez des sites web de qualité traitant du thème abordé ici, merci de compléter l'article en donnant les références utiles à sa vérifiabilité et en les liant à la section « Notes et références ».

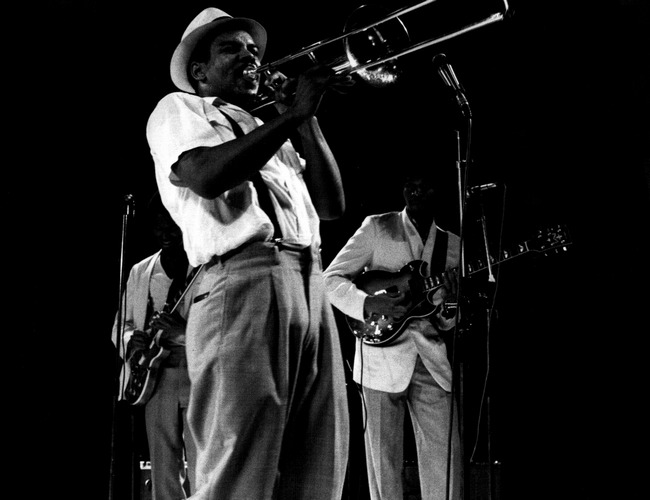
Defunkt à Paris en juin 1981

Defunkt est un groupe de musique américain fondé par le chanteur/joueur de trombone Joseph Bowie en 1978 à New York, et toujours actif aujourd'hui.
Leur musique 	mêle des éléments issus du funk, du jazz et du rock ou même du punk. Le groupe a sorti au total une quinzaine de disques sur différents labels indépendants et a effectué des tournées dans le monde entier, notamment en première partie de concert pour des artistes tels que James Brown, David Byrne et les Talking Heads, The Clash, Hans Dulfer, Candy Dulfer, Isaac Hayes, Prince, Larry Graham, Me'shell Ndegeocello ou Maceo Parker.
Le groupe peut être considéré comme un pionnier du funk rock ; il est ainsi une référence incontournable pour certains artistes comme les Red Hot Chili Peppers.

## Histoire
Defunkt commença son activité musicale en 1978, après le départ de ses membres fondateurs du projet intitulé the Blacks, de l'icône no wave James Chance.
Le leader du groupe, Joe Bowie, est le frère cadet de Lester Bowie, cofondateur de l'Art Ensemble of Chicago. Son jeu de cuivre se caractérise par une vivacité extrême, un « gros son, sonorité grasse, « baveuse », aigus à la limite de la rupture, de l'éraillement, débit violent », entre free jazz et rhythm and blues, que l'on retrouve dans les deux premiers albums Defunkt et Thermonuclear Sweat.
Le son de l'orchestre, avec notamment Kim Clarke, une bassiste au jeu funk jazz très complexe, caractérise le "new-york funk" qui mise sur le groove de l'ensemble basse-guitare, les dissonnances "free" des cuivres et le son "red" - agressif façon Jimi Hendrix - des guitares.
En 1986, Bowie cesse ses activités avec Defunkt pour  intégrer le Ethnic Heritage Ensemble, plus orienté vers le free jazz. Le groupe est mis entre parenthèses jusqu'en 1988, où il réactive la formation avec de nouveaux membres, sort un nouvel album, In America, et effectue de nombreux concerts, notamment à la Knitting Factory, club new-yorkais  d'avant-garde, d'où est tiré un album live.
Le groupe poursuit son travail dans les années 1990 mais produit une musique qui se rapproche davantage d'une musique de variétés aux accents funky, moins appréciée de certains amateurs de la première heure.

## Discographie

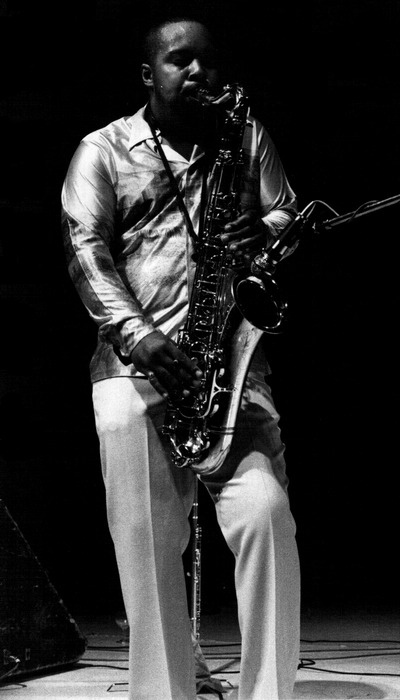
Byron Bowie

Albums
- Defunkt (1980)
- Thermonuclear Sweat (1982)
- In America (1988)
- Heroes (1990)
- Crisis (1992)
- Cum Funky (1993)
- One World (1995)
- Mastervolt (2015)

## Membres

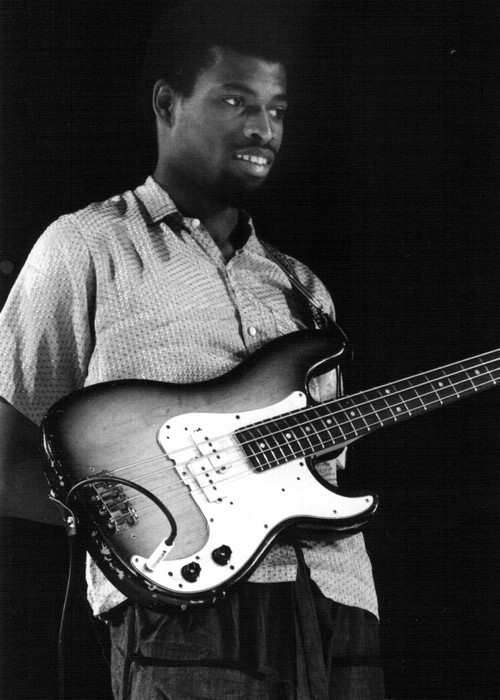
Melvin Gibbs

- Joseph Bowie – trombone, chant
- Kim Clarke – basse
- Ronnie Drayton – guitare
- Bill Bickford – guitare
- John Mulkerin – trompette
- Kenny Martin – batterie
- Michael Lecoq - claviers
- Linley Marthe - basse
- Jon Grandcamp - batterie
- Emma Lamadji - chœurs
- Rocco Zifarelli - guitare

## Anciens membres
Liste incomplète
- Kelvyn Bell – guitare

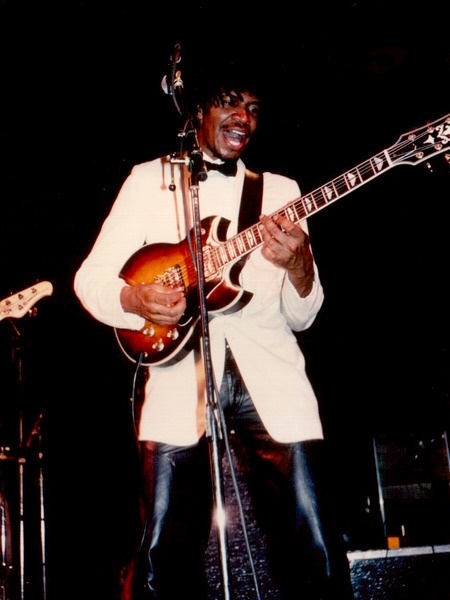
Kelvyn Bell

- Ayodele Maakheru (Martin Aubert) – guitare
- Vernon Reid – guitare
- Richard Martin – guitare
- Melvin Gibbs – basse
- Ron Mac Jenkins – basse
- Lester Bowie – trompette
- Ted Daniels – trompette
- Byron Bowie – saxophone
- Luther Thomas - saxophone
- Charles Green - saxophone
- Alex Harding – saxophone baryton
- Ronnie Burrage – batterie
- Scooter Warner – batterie
- Tobias Ralph – batterie
- Kahil El Zabar – percussion
- Kelli Sae - chant
- Martin Fischer – clavier
- Marcus Persiani – clavier
- Kevin Bents – clavier
- Bahnamous Bowie – clavier
- Adam Klipple – clavier
- Cliff Branch – clavier